# Grüner Punkt (Deutschland)

Der Grüne Punkt

Offizielle Version von PRO Europe

Der Grüne Punkt ist ein Markenzeichen des Dualen Systems Der Grüne Punkt (DSD). Es kennzeichnet Verkaufsverpackungen in Deutschland, die entweder im Gelben Sack bzw. in der Gelben Tonne, in Altglascontainern oder in der Altpapiertonne gesammelt und dann i. S. d. § 6 Abs. 3 der Verpackungsverordnung entsorgt bzw. recycelt werden.

## Grundlage
Der Grüne Punkt – Duales System Deutschland GmbH (DSD) soll seit 1990 dafür sorgen, dass Verkaufsverpackungen einer Wiederverwertung zugeführt werden. Der Hersteller, der die Marke „Der Grüne Punkt“ auf seiner Verpackung verwendet, möchte damit signalisieren, dass er die Regelungen der Verpackungsverordnung einhält. Die Kosten sowohl für die Markennutzung als auch für die Beteiligung der Verpackung am dualen System trägt grundsätzlich der Hersteller, sie können Bestandteil der Preiskalkulation sein und sich im Kaufpreis widerspiegeln. Auf die Zahl der Einwohner Deutschlands umgerechnet betragen die Kosten nach Schätzungen monatlich 0,92 € je Bürger.
Das Piktogramm des Grünen Punktes ist in einigen Fällen nicht grün, sondern passt sich der Farbe der Verpackung an, um Zusatzkosten für zusätzliche Druckfarben einzusparen. Es besteht aus zwei in Kreisform miteinander verschlungenen Pfeilen in unterschiedlichen Farben. (Siehe deutsche eingetragene Marke 2005954). Der Grüne Punkt ist eines der häufigsten Piktogramme, die man in Deutschland vorfindet. Es wurde von Lars Oehlschlaeger entworfen, der sich dabei an dem Symbol für Yin und Yang anlehnte.
Seit Inkrafttreten der 5. Novelle der Verpackungsverordnung zum 1. Januar 2009 müssen Verpackungen, die am dualen System teilnehmen, nicht mehr gekennzeichnet werden.

## Verwertung
Getränkekartons, Aluminium, Weißblech und Kunststoffe können voneinander getrennt werden. Sortiert wird dann nach Größe (Trommelsiebe) und Gewicht (Windsichter). Weißblech wird per Magnet und Aluminium per Wirbelstromabscheider automatisch vom Band geholt. Kunststoffe und Getränkekartons können durch Nahinfrarotspektroskopie und Druckluftdüsen nach Kunststoffarten weiter getrennt werden.
Für Kunststoffe gibt es drei Formen der Verwertung:
1. Bei der werkstofflichen Verwertung entstehen aus den Sekundärrohstoffen erneut Verpackungen oder Produkte wie Autoteile, Profile, Rohre, Paletten und Logistiksysteme, Blumen- und Getränkekästen, neue Folien, Fensterrahmen und Gießkannen.
2. Die rohstoffliche Verwertung führt den Kunststoff in seine gasförmigen Ausgangsbestandteile zurück, die zur Erzeugung von Methanol oder als Synthesegas, beispielsweise als Ersatz von Schweröl im Hochofen, zum Einsatz kommen. Dieses Verfahren wird vor allem für die Verwertung von Mischkunststoffen genutzt. Sie bestehen aus verschiedenen Kunststoffsorten, die sich nur unter großem Aufwand trennen lassen würden.
3. Bei der energetischen Verwertung, vulgo Verbrennung, werden Mischkunststoffe und Sortierreste so aufbereitet, dass sie fossile Energieträger, wie Öl und Gas, in z. B. Kalk- oder Kohlekraftwerken ersetzen. Der Unterschied zur klassischen Verbrennung in Müllverbrennungsanlagen ist der primäre Zweck: Energetische Verwertung dient der Energiegewinnung (z. B. Stromerzeugung), Müllverbrennung dient vor allem der Beseitigung des Mülls beziehungsweise der Volumen- und Massereduktion. Durch die Kenntnis der ungefähren Zusammensetzung des Kunststoffabfalls lässt sich die Verbrennung optimieren und ein besserer Wirkungsgrad erreichen.

## Kritik
- Die Wiederverwertungsquoten, die von den dualen Systemen erreicht werden müssen, sind mehreren Studien zufolge kostengünstiger auch ohne eine vorherige Trennung durch die Haushalte durch Sortiermaschinen zu erreichen. Voraussetzung hierzu ist allerdings eine trockene Sammlung dieser Abfälle, d. h. ohne eine Vermengung mit Grünmüll und Küchenabfällen.[5]
- Die dualen Systeme kritisieren den Umstand, dass es auf Grund einer fehlenden Kontrollinstanz zu „Totalverweigerern“, auch „Trittbrettfahrer“ genannt, kommt, die ihre Verpackungen nicht an einem dualen System beteiligen. Durch das gesparte Entgelt erlangen diese Unternehmen einen Wettbewerbsvorteil. Die Landesumweltminister kündigten an, die ordnungsgemäße Einhaltung der Pflichten aus der Verpackungsverordnung stärker zu kontrollieren, an dem Umstand geändert hat sich allerdings noch nichts. Allerdings soll die 5. Novelle der Verpackungsverordnung, die am 1. Januar 2009 in Kraft getreten ist, Abhilfe schaffen.[6]
- Trotz aufwendiger Werbekampagnen gelang es in Deutschland auch nach vielen Jahren nicht, die Verbraucher zur sorgfältigen Trennung von Stoffen zwischen Grüner Punkt und Restmüll zu bewegen. Diese mangelnde „Sortiertreue“ resultiert zum großen Teil aus den Anfängen des dualen Systems. In der Anfangszeit sind den beauftragten Entsorgern die gesammelten Mengen (Anlageninput) und nicht die tatsächliche Menge der recyclingfähigen Stoffe (sortierter Anlagenoutput) vom DSD vergütet worden. In dieser Zeit war es gang und gäbe, die Gelbe Tonnen als „zweite“ Restmülltonne zu vermarkten, um sich auf einfache Art Kunden und vor allem Umsatz zu sichern. Nach Umstellung der Vergütung auf Outputmengen an recyclingfähigen Stoffen wurde diese lukrative Art der Umdeklarierung von Abfällen durch die resultierende Sortieruntreue zum späten Eigentor für viele Entsorgungsunternehmen. Entsorgungsunternehmen weisen seitdem auf den hohen Anteil an Fremdstoffen wie alten Elektrogeräten, Kleidung, Kunststoffteilen, Tapeten, Bau- und Grünabfällen, Spritzen und Folien hin, die mancherorts bis zu 50 % des Inhaltes ausmachen.[7][8] Waren in den ersten Jahren wegen Fehleinwürfen nicht geleerte Behälter äußerst selten, so sind heute flächendeckende Kontrollen und zum Teil drastische Maßnahmen (Verweigerung der Entleerung bei geringen Fehlwürfen, Abzug von Behältern) an der Tagesordnung. In vielen Städten ist die Anzahl der ausgegebenen Gelben Säcke pro Haushalt begrenzt. Damit sollen Nutzer zum richtigen Sortieren angehalten und ein Missbrauch der Säcke begrenzt werden.
- Problematisch und für die Verbraucher nicht immer durchschaubar sind die regional unterschiedlichen Vorgaben, was denn nun in die Gelbe Tonne gehört und was nicht. So war z. B. in Berlin bei der „Gelben Tonne plus“ das Einwerfen von Elektrokleingeräten, Holz, Kunststoffresten und metallischen Abfällen erlaubt. Sie wurde durch die „Wertstofftonne“ ersetzt. Dort dürfen Kunststoff- und Metallreste eingeworfen werden, jedoch keine Elektrokleingeräte und kein Holz mehr.[9] In anderen Regionen dürfen nur die ursprünglich vorgegebenen Stoffe eingeworfen werden.
- Ein weiteres Problem stellt die Tatsache dar, dass nicht in allen Gemeinden die Wertstoffentsorgung über Gelbe Säcke oder Gelbe Tonnen geregelt ist. In diesen Gemeinden müssen Bürger ihre Wertstoffe zum Wertstoffhof bzw. zu Sammelplätzen bringen, um sie dort abzugeben oder in verschiedene Container zu sortieren, was einen enormen Zeitaufwand und eine Verkehrsbelastung bedeutet.